# 菲力普·馬羅
菲力普·馬羅，為作家雷蒙·錢德勒創造的虛構人物，他出現在《大眠》與《漫長的告別》等多部長篇小說中。
馬羅身高185公分（6呎1吋），體重大概190磅（86公斤），職業是私家偵探。當上私家偵探之前，馬羅是洛杉磯地檢處衛爾德檢察官下面的一名調查員，後來因不服從命令而被解僱。他抽駱駝牌香菸，偶爾在家也會抽煙斗。平時喜歡研究西洋棋，常在沒有客戶時自己一個人下棋。他經常喝威士忌或白蘭地，也擅長利用酒精從人們口中套出他所要的情報。他通常不替客戶辦理離婚手續。
為了紀念雷蒙·錢德勒，雷蒙·錢德勒協會（Raymond Chandler Society）於1992年成立菲力普·馬羅獎（Philip Marlowe Awards），主要頒給最佳國際犯罪推理小說。

## 作品清單
（以時間排列，譯名以臉譜出版社的譯名為主）

### 長篇小說
- 《大眠》  （1939）
- 《再見，吾愛》 （1940）
- 《高窗》 （1942）
- 《湖中的女人》 （1943）
- 《小妹》 （1949）
- 《漫長的告別》 （1954）（1955年榮獲愛倫·坡獎的最佳長篇小說獎）
- 《重播》 （1958）
- （1959） （未完，1989年由 羅伯·派克 完成）

### 短篇小說
- （1933）
- 《自作聪明的谋杀案》 （1934）
- Finger Man （1934）
- Killer in the Rain （1935）
- Nevada Gas （1935）
- Spanish Blood （1935）
- Guns at Cyrano's （1936）
- The Man Who Liked Dogs （1936）
- Noon Street Nemesis （1936）
- Goldfish （1936）
- The Curtain （1936）
- Try the Girl （1937）
- Mandarin's Jade （1937）
- Red Wind （1938）
- The King in Yellow （1938）
- Bay City Blues （1938）
- The Lady in the Lake （1939）
- Pearls Are a Nuisance （1939）
- Trouble Is My Business （1939）
- I'll Be Waiting （1939）
- The Bronze Door （1939）
- No Crime in the Mountains （1941）